# Arno Bergmann (Musiker)
Arno Bergmann (geb. 26. Februar 1934 in Bielefeld; gest. 8. Juli 2020 in Berlin) war ein deutscher Musiker und Komponist.

## Leben
Schon als Kind spielte Bergmann Klavier und Klarinette, außerdem sang er an der Oper im Extrachor. Nach seinem Abitur am Helmholtz-Gymnasium trat er regelmäßig mit anderen Musikern in regionalen Gastwirtschaften auf und musizierte bei Hochzeiten, um sich sein Studium in Berlin zu finanzieren, das er auf Anraten eines Lehrers bald darauf antrat.
In Berlin studierte er Musik und Mathematik auf Lehramt und besuchte parallel dazu die Musikhochschule. Dort lernte er bekannte Musiker wie Ernst Kindermann kennen, die später an der Deutschen Oper spielten. Mit ihnen nahm Bergmann für zahlreiche Hörspiele des Berliner Schriftstellers und Hörspielproduzenten Kurt Vethake Titel- und Zwischenmusiken auf, die er selbst komponierte. Als Lehrer am Paulsen-Gymnasium Steglitz rekrutierte er auch Schüler für Schallplattenaufnahmen und leitete dort später auch die schuleigene Paulsen-Bigband. Nach einer internationalen Konzertreise entstand auch eine CD-Aufnahme der Bigband.
Als Mathematiker schrieb Arno Bergmann außerdem ein stochastisches Buch über die Gewinnchancen beim Roulette.
Er starb am 8. Juli 2020 in Berlin an den Folgen einer nosokomialen Infektion.

## Tonträger

### Hörspiele (Auswahl)
Für Kurt Vethake komponierte Arno Bergmann kammermusikalische Miniaturen, die in den RIAS-Studios aufgenommen wurden. Seine Arrangements für Streicher und Holzbläser prägen über 50 Hörspiele wie
- Der Seewolf (Fontana 1971)
- Spielplatz Zoo (Maritim 1971)
- Kalle Blomquist (Deutsche Grammophon 1972)
- Meuterei auf der Bounty (Domino 1972)
- Räuber Rumzeis (Intercord 1973)
- Timm Thaler (Zebra 1974)
- Das Wirtshaus im Spessart (Tempo 1974)
- Fünf Freunde (Ariola 1977)
- Der Spion (Kiosk 1980)
- Matilda Maus (Alcophon 1982)
- Pitje Puck (Domino)

### Lieder
- Schura-Chor Berlin: Bald ist Niklausabend da (maritim 47 058 NU)[5]
- Otto Ruthenberg: Die schönsten Gute-Nacht-Lieder (Kiosk 1986)[6]